# Kazachstan op de Olympische Winterspelen 2018
Kazachstan was een van de deelnemende landen aan de Olympische Winterspelen 2018 in Pyeongchang, Zuid-Korea.

## Medailleoverzicht
| Sport          | Olympiër         | Onderdeel  | Medaille |
| -------------- | ---------------- | ---------- | -------- |
| Freestyleskiën | Joelia Galysjeva | moguls (v) | Brons    |

## Deelnemers en resultaten
(m) = mannen, (v) = vrouwen 

### Alpineskiën
| Olympiër         | Onderdeel        | Resultaat | Prestatie                                                            |
| ---------------- | ---------------- | --------- | -------------------------------------------------------------------- |
| Igor Zakoerdaev  | combinatie (m)   | 31e       | afdaling: 1.22,29 (42e) slalom: 53,18 (32e) totaal: 2.15,47 (+8,95)  |
| Igor Zakoerdaev  | afdaling (m)     | 39e       | 1.45,01 (+4,76)                                                      |
| Igor Zakoerdaev  | reuzenslalom (m) | 51e       | 1e run: 1.18,78 (62e) 2e run: 1.16,29 (46e) totaal: 2.35,07 (+17,03) |
| Igor Zakoerdaev  | slalom (m)       | DNF       | niet gefinisht                                                       |
| Igor Zakoerdaev  | super g (m)      | 41e       | 1.29,96 (+5,52)                                                      |
|                  |                  |           |                                                                      |
| Marija Grigorovo | reuzenslalom (v) | 51e       | 1e run: 1.22,42 (57e) 2e run: 1.18,77 (51e) totaal: 2.41,19 (+21,17) |
| Marija Grigorovo | slalom (v)       | 51e       | 1e run: 1.02,49 (54e) 2e run: 1.01,88 (51e) totaal: 2.04,37 (+25,74) |

### Biatlon
| Olympiër                                                         | Onderdeel          | Resultaat | Prestatie                                                                                           |
| ---------------------------------------------------------------- | ------------------ | --------- | --------------------------------------------------------------------------------------------------- |
| Maxim Braoen                                                     | individueel (m)    | 61e       | 53.50,7 (+5.46,9) pen.: 2 (0 + 1 + 0 + 1)                                                           |
| Maxim Braoen                                                     | sprint (m)         | 85e       | 27.46,7 (+4.07,9) pen.: 4 (3 + 1)                                                                   |
| Timur Chamitgatin                                                | individueel (m)    | 72e       | 54.52,7 (+6.48,9) pen.: 2 (0 + 2 + 0 + 0)                                                           |
| Roman Jeremin                                                    | sprint (m)         | 43e       | 25.21,9 (+1.43,1) pen.: 2 (1 + 1)                                                                   |
| Roman Jeremin                                                    | achtervolging (m)  | 52e       | 38.51,1 (+5.59,4) pen.: 8 (2 + 1 + 2 + 3)                                                           |
| Vassiliy Podkorytov                                              | individueel (m)    | 62e       | 53.52,5 (+5.48,7) pen.: 2 (1 + 0 + 1 + 0)                                                           |
| Vassiliy Podkorytov                                              | sprint (m)         | 80e       | 26.34,7 (+2.55,9) pen.: 1 (1 + 0)                                                                   |
| Vladislav Vitenko                                                | individueel (m)    | 83e       | 57.11,3 (+9.07,5) pen.: 7 (2 + 2 + 1 + 2)                                                           |
| Vladislav Vitenko                                                | sprint (m)         | 79e       | 26.32,7 (+2.53,9) pen.: 4 (2 + 2)                                                                   |
| Maxim Braoen Vassiliy Podkorytov Vladislav Vitenko Roman Jeremin | estafette (m)      | 17e       | 20.13,2 / 0+0 0+1 20.55,7 / 0+3 0+1 LAP / 0+2 2+3 0-                                                |
|                                                                  |                    |           | |
| Darja Klimina                                                    | individueel (v)    | 51e       | 46.44,4 (+5.37,2) pen.: 3 (2 + 0 + 1 + 0)                                                           |
| Darja Klimina                                                    | sprint (v)         | 58e       | 23.47,7 (+2.41,5) pen.: 3 (2 + 1)                                                                   |
| Darja Klimina                                                    | achtervolging (v)  | 57e       | 38.00,0 (+7.24,7) pen.: 8 (1 + 1 + 3 + 3)                                                           |
| Olga Poltaranina                                                 | individueel (v)    | 46e       | 46.36,5 (+5.29,3) pen.: 2 (0 + 0 + 1 + 1)                                                           |
| Olga Poltaranina                                                 | sprint (v)         | 63e       | 23.59,6 (+2.53,4) pen.: 2 (0 + 2)                                                                   |
| Alina Raikova                                                    | individueel (v)    | 47e       | 46.37,4 (+5.30,2) pen.: 3 (0 + 1 + 0 + 2)                                                           |
| Alina Raikova                                                    | sprint (v)         | 71e       | 24.33,8 (+3.27,6) pen.: 3 (0 + 3)                                                                   |
| Galina Visjnevskaja                                              | individueel (v)    | 45e       | 46.23,4 (+5.16,2) pen.: 3 (0 + 2 + 1 + 0)                                                           |
| Galina Visjnevskaja                                              | sprint (v)         | 30e       | 22.52,2 (+1.46,0) pen.: 2 (2 + 0)                                                                   |
| Galina Visjnevskaja                                              | achtervolging (v)  | 20e       | 33.05,9 (+2.30,6) pen.: 1 (0 + 0 + 1 + 0)                                                           |
| Galina Visjnevskaja Darja Klimina Alina Raikova Olga Poltaranina | estafette (v)      | 14e       | 17.50,2 / 0+0 0+3 19.54,3 / 0+1 1+3 18.28,3 / 0+1 0+1 18.05,2 / 0+0 0+0 totaal: 1:14.18,0 / 0+2 1+7 |
|                                                                  |                    |           | |
| Galina Visjnevskaja Alina Raikova Maxim Braoen Roman Jeremin     | gemengde estafette | 18e       | 16.0,1 / 0+0 0+1 17.39,5 / 0+0 0+1 20.12,0 / 3+3 0+0 20.13,1 / 0+1 0+1 totaal: 1:14.3,7 / 3+4 0+3   |

### Freestyleskiën
| Olympiër               | Onderdeel   | Resultaat    | Prestatie                                                                                                 |
| ---------------------- | ----------- | ------------ | --- |
| Ildar Badrutdinov      | aerials (m) | kwalificatie | kwalificatie-1: 89.18 pnt (19e) kwalificatie-2: 89.19 - 94.17 pnt (15e)                                   |
| Pavel Kolmakov         | moguls (m)  | 7e           | kwalificatie-1: 79.98 pnt (7e) finale-1: 78.22 pnt (11e) finale-2: 76,10 (7e)                             |
| Dmitriy Reicherd       | moguls (m)  | 8e           | kwalificatie-1: 81.23 pnt (3e) finale-1: 79.77 pnt (6e) finale-2: 58,64 pnt (8e)                          |
|                        |             |              | |
| Marzjan Akzjigit       | aerials (v) | kwalificatie | kwalificatie-1: 79.17 pnt (14e) kwalificatie-2: 79.17 - 70.20 pnt (12e)                                   |
| Zjanbota Aldabergenova | aerials (v) | kwalificatie | kwalificatie-1: 81.07 pnt (12e) kwalificatie-2: 81.07 - 85.36 pnt (7e)                                    |
| Akmarzjan Kalmoerzjeva | aerials (v) | kwalificatie | kwalificatie-1: 58.58 pnt (21e) kwalificatie-2: 58.58 - 47.32 pnt (16e)                                   |
| Ajana Zjoldas          | aerials (v) | kwalificatie | kwalificatie-1: 51.01 pnt (23e) kwalificatie-2: 51.01 - 57.98 pnt (18e)                                   |
| Ayaulum Amrenova       | moguls (v)  | 27e          | kwalificatie-1: 52.78 pnt (26e) kwalificatie-2: 38.68 pnt (16e)                                           |
| Joelia Galysjeva       | moguls (v)  | Brons        | kwalificatie-1: 76.36 pnt (7e) finale-1: 75.10 pnt (7e) finale-2: 76.81 pnt (6e) finale-3: 77.40 pnt (3e) |

### Kunstrijden
| Olympiër                | Onderdeel | Resultaat | Prestatie                                    |
| ----------------------- | --------- | --------- | -------------------------------------------- |
| Denis Ten               | mannen    | 27e       | 70.12 (korte kür: 70.12)                     |
|                         |           |           |                                              |
| Aiza Mambekova          | vrouwen   | 30e       | 44.40 (korte kür: 44.40)                     |
| Jelizabet Toersynbajeva | vrouwen   | 12e       | 177.12 (korte kür: 58.82, vrije kür: 118.30) |

### Langlaufen
| Olympiër                                                              | Onderdeel             | Resultaat | Prestatie                                                   |
| --------------------------------------------------------------------- | --------------------- | --------- | ----------------------------------------------------------- |
| Vitaliy Poechkalo                                                     | 15 km vrije stijl (m) | 54e       | 36.57,4 (+3.13,5)                                           |
| Vitaliy Poechkalo                                                     | 30 km skiatlon (m)    | 34e       | 1:19.46,7 (+3.26,7)                                         |
| Vitaliy Poechkalo                                                     | 50 km klassiek (m)    | 52e       | 2:27.10,6 (+18.48,5)                                        |
| Aleksej Poltoranin                                                    | sprint (m)            | 17e       | kwalificatie: 3.14,43 (+5,89) (13e) KF-1: 4e (+1,51)        |
| Aleksej Poltoranin                                                    | 50 km klassiek (m)    | 15e       | 2:13.37,1 (+5.15,0)                                         |
| Denis Volotka                                                         | sprint (m)            | 51e       | kwalificatie: 3.22,52 (+13,98)                              |
| Denis Volotka                                                         | 15 km vrije stijl (m) | 64e       | 37.39,8 (+3.55,9)                                           |
| Jevgeniy Velitsjko                                                    | 15 km vrije stijl (m) | 61e       | 37.28,6 (+3.44,7)                                           |
| Jevgeniy Velitsjko                                                    | 30 km skiatlon (m)    | 43e       | 1:21.03,9 (+4.43,9)                                         |
| Jevgeniy Velitsjko                                                    | 50 km klassiek (m)    | 39e       | 2:21.43,2 (+13.21,1)                                        |
| Aleksej Poltoranin Denis Volotka                                      | teamsprint (m)        | HF        | halve finale-2: 16.30,10 (+24,13)                           |
| Aleksej Poltoranin Jevgeniy Velitsjko Vitaliy Poechkalo Denis Volotka | estafette (m)         | 8e        | 24.40,9 25.29,1 23.10,3 23.16,0 totaal: 1:36.36,3 (+3.31,4) |
|                                                                       |                       |           |                                                             |
| Jelena Kolomina                                                       | sprint (v)            | 55e       | kwalificatie: 3.39,22 (+30,48)                              |
| Jelena Kolomina                                                       | 10 km vrije stijl (v) | 63e       | 29.13,0 (+4.12,5)                                           |
| Jelena Kolomina                                                       | 15 km skiatlon (v)    | 54e       | 46.28,5 (+5.43,6)                                           |
| Jelena Kolomina                                                       | 30 km klassiek (v)    | 33e       | 1:35.38,4 (+13.20,8)                                        |
| Anna Sjevtsjenko                                                      | sprint (v)            | 29e       | kwalificatie: 3.23,27 (+14,53) (27e) KF-1: 6e (+12,66)      |
| Anna Sjevtsjenko                                                      | 10 km vrije stijl (v) | 56e       | 28.56,9 (+3.56,4)                                           |
| Anna Sjevtsjenko                                                      | 15 km skiatlon (v)    | 36e       | 44.25,1 (+3.40,2)                                           |
| Anna Sjevtsjenko                                                      | 30 km klassiek (v)    | 31e       | 1:35.386,1 (+13.18,5)                                       |
| Valerija Tjoeleneva                                                   | sprint (v)            | 60e       | kwalificatie: 3.47,27 (+38,53)                              |
| Valerija Tjoeleneva                                                   | 10 km vrije stijl (v) | 47e       | 28.20,7 (+3.20,2)                                           |
| Valerija Tjoeleneva                                                   | 15 km skiatlon (v)    | DNF       | niet gefinisht                                              |
| Valerija Tjoeleneva                                                   | 30 km klassiek (v)    | 32e       | 1:35.38,0 (+13.20,4)                                        |
| Anna Sjevtsjenko Valerija Tjoeleneva                                  | teamsprint (v)        | HF        | halve finale-1: 17.57,04 (+1.23,76) (10e)                   |

### Rodelen
| Olympiër         | Onderdeel | Resultaat | Prestatie |
| ---------------- | --------- | --------- | --- |
| Nikita Kopyrenko | mannen    | 36e       | run 1: 50,147 (+2,495) (35e) run 2: 50,327 (+2,702) (38e) run 3: 49,244 (+1,710) (34e) run 4: niet gekwalificeerd |

### Schaatsen
| Olympiër          | Onderdeel      | Resultaat | Prestatie                            |
| ----------------- | -------------- | --------- | ------------------------------------ |
| Artjom Krikoenov  | 500 meter (m)  | 25e       | 35,34 (+0,93)                        |
| Roman Kretsj      | 500 meter (m)  | 35e       | 35,92 (+1,51)                        |
| Denis Koezin      | 1000 meter (m) | 27e       | 1.10,13 (+2,18)                      |
| Denis Koezin      | 1500 meter (m) | 30e       | 1.49,14 (+5,13)                      |
| Fjodor Mezentsev  | 1000 meter (m) | 33e       | 1.10,62 (+2,67)                      |
| Fjodor Mezentsev  | 1500 meter (m) | 28e       | 1.48,23 (+4,22)                      |
| Fjodor Mezentsev  | massastart (m) | HF        | halve finale-1: 0 pnt; 11e (8.43,26) |
| Stanislav Palkin  | 500 meter (m)  | 24e       | 35,33 (+0,92)                        |
| Stanislav Palkin  | 1000 meter (m) | 29e       | 1.10,149 (+2,19)                     |
|                   |                |           |                                      |
| Jekaterina Ajdova | 500 meter (v)  | 21e       | 38,96 (+2,02)                        |
| Jekaterina Ajdova | 1000 meter (v) | 24e       | 1.17,09 (+3,53)                      |
| Jekaterina Ajdova | 1500 meter (v) | 18e       | 1.59,05 (+4,70)                      |

### Schansspringen
| Olympiër         | Onderdeel          | Resultaat | Prestatie |
| ---------------- | ------------------ | --------- | --- |
| Sergey Tkachenko | normale schans (m) | 51e       | kwalificatie: 83.7 pnt (84,0 m)                                                                                     |
| Sergey Tkachenko | grote schans (m)   | 49e       | kwalificatie: 70.9 pnt (110,0 m) (47e) finale, 1e sprong: 73.5 pnt (107,5 m) finale, 2e sprong: niet gekwalificeerd |

### Shorttrack
| Olympiër                                                                     | Onderdeel      | Resultaat | Prestatie                                                         |
| ---------------------------------------------------------------------------- | -------------- | --------- | ----------------------------------------------------------------- |
| Abzal Azhgaliyev                                                             | 500 meter (m)  | HF        | serie 6: 3e, ADV (43,388) KF-4: 4e, ADV (41,616) HF-1: 5e (40,835 |
| Denis Nikisja                                                                | 500 meter (m)  | KF        | serie 4: 3e, ADV (41,436) KF-1: 3e (40,806)                       |
| Denis Nikisja                                                                | 1500 meter (m) | series    | serie 4: 4e (2.14,847)                                            |
| Nurbergen Zhumagaziyev                                                       | 500 meter (m)  | KF        | serie 5: 3e, ADV (40,748) KF-2: 5e (DNF)                          |
| Nurbergen Zhumagaziyev                                                       | 1000 meter (m) | series    | serie 3: 4e (1.24,271)                                            |
| Nurbergen Zhumagaziyev                                                       | 1500 meter (m) | series    | serie 6: 6e (DNF)                                                 |
| Abzal Azhgaliyev Denis Nikisja Yerkebulan Shamukhanov Nurbergen Zhumagaziyev | relay (m)      | 6e        | HF-1: 3e (6.47,727) B-finale: 2e (6.52,791)                       |
|                                                                              |                |           |                                                                   |
| Kim Iong-a                                                                   | 1000 meter (v) | series    | serie 3: 3e (1.29,703)                                            |
| Kim Iong-a                                                                   | 1500 meter (v) | series    | serie 1: 4e (2.29,875)                                            |
| Anastassiya Krestova                                                         | 500 meter (v)  | series    | serie 5: 4e (43,814)                                              |
| Anastassiya Krestova                                                         | 1000 meter (v) | series    | serie 2: 3e (1.31,557)                                            |
| Anastassiya Krestova                                                         | 1500 meter (v) | series    | serie 4: PEN                                                      |